# Усвідомленість
Усвідомленість (англ. awareness) — поняття в сучасній психології, яке визначається як безперервне відстеження поточних переживань, тобто стан, в якому суб'єкт фокусується на переживанні теперішнього моменту, не занурюючись у думки про події минулого або майбутнього. Це здатність свідомості до інтроспекції власної діяльності.
Таке визначення усвідомленості передбачає, що суб'єктивні переживання можуть сприйматися самим суб'єктом безпосередньо, без концептуалізації, і приймаються як такі.
Усвідомленість включається в більш загальне поняття уважності.

## Концепція усвідомленості
Усвідомленість — відносне поняття. Тварини можуть частково усвідомлювати, підсвідомо усвідомлювати або зовсім не усвідомлювати події. Усвідомленість може бути спрямована на внутрішні стани, такі як внутрішнє чуття (інтуїція) або чуттєве сприйняття зовнішніх подій.
Також для розрізнення ступеня чуттєвого сприйняття використовується слово «усвідомлення».

## Усвідомленість в психології
Нервова система, яка регулює рівень уваги, служить для її ослаблення у високорозвинених тварин, оскільки центральна і периферична нервові системи забезпечують більше інформації, ніж ділянка мозку, що відповідає за пізнавальні здібності, може обробити. Без системи придушення усвідомленості мозок може сприймати набагато більше інформації, що спостерігається в так званому стані розширеної свідомості.

### Психотерапія
Усвідомленість — базове поняття в теорії і практиці гештальттерапії. Поняття усвідомленості, в тому сенсі, в якому воно використовується гештальт-терапевтами, тісно пов'язане з поняттям інтенціональності, яке було розвинуте феноменологією. Основоположник гештальттерапії, Ф. Перлз, стверджував, що відповідальність можна зрозуміти, як здатність до відповіді (англ. respons-ability), тобто «можливість відповісти, мислити, реагувати, проявляти емоції в певній ситуації». Його учень, К. Наранхо, вважав що тріадою основоположних принципів гештальттерапії є «актуальність-усвідомленість-відповідальність». Також вважається, що здатність перебувати в теперішньому є необхідною умовою справжньої усвідомленості.

## Нейрофізіологія усвідомленості
Основна стаття — Медитація.
Базове усвідомлення внутрішнього і зовнішнього світу людиною відбувається в стовбурі головного мозку. Бьорн Меркер, незалежний невролог в Стокгольмі (Швеція), стверджує, що стовбур головного мозку підтримує елементарні форми свідомості у дітей з гідроцефалією. Більш високі форми усвідомленості, включаючи самосвідомість, вимагають роботи кори головного мозку. Але за «первинну свідомість» або "базову усвідомленість " — як можливість інтерпретувати відчуття, що надходять з навколишнього середовища, у відповідності з найближчими цілями і почуттями, для того, щоб керувати поведінкою, — відповідає стовбур головного мозку, який є не тільки у людини, але і у більшості хребетних тварин. Психолог Керролл Ізард підкреслює, що подібні форми первинної свідомості складаються зі здатності продукувати емоції і усвідомлювати присутність кого-небудь ще в оточенні. Вони не включають можливість говорити про власний досвід. Таким же чином люди усвідомлюють почуття, які вони не можуть назвати або описати. Цей феномен особливо характерний для дітей, які ще не навчилися говорити. Відповідно до цього відкриття опис інсульту, як дефіциту активності кори головного мозку, стикається з серйозними протиріччями.
Популярна концепція свідомості передбачає феномен усвідомлення себе або самосвідомість. Спроби описати свідомість в неврологічних термінах зосереджуються на описі нервових клітин головного мозку, які створюють усвідомлення кваліа, що були продуковані іншими нервовими клітинами.

## Усвідомленість у філософії
Одним з перших тему наукового вивчення свідомості почав розвивати Р. Декарт. Він сформулював тезу «мислю, отже, існую» (лат. Cogito ergo sum). Під мисленням (cogito — досл.: «усвідомлюю») Декарт розумів все те, що відбувається усвідомлено. Для нього усвідомленість — це критерій відмінності психічних процесів від непсихічних, фізіологічних, тілесних. Разом з тим, Декарт намітив шлях емпіричного вивчення психічних процесів — шлях безпосереднього самоспостереження (інтроспекції), пізніше реалізований засновником експериментальної психології Вільгельмом Вундтом.
Усвідомленість є однією з центральних тем у філософії Гурджієва. Він пропонує практики для розвитку усвідомленості, метою яких є досягнення «повного пробудження». Він одним з перших спробував зробити східні духовні практики придатними і ефективними для сучасних західних людей.

## Актуальні точки зору
Поза неврологічною біологією Умберто Матурана і Франсиско Варела розвинули «теорію Сантьяго», яка говорить: «Живі системи — це системи які пізнають, а процес життя є процесом пізнання. Це твердження дійсне для організмів, як з нервовою системою, так і без неї».
Дана теорія говорить про те, що пізнання — це процес притаманний органічному рівню життя взагалі, що ми зазвичай не беремо до уваги. Говорячи про взаємовідносини таких понять як усвідомленість, пізнання і свідомість, ця теорія піднімає цікаву перспективу з точки зору діалогу філософії і науки про усвідомленість та теорії живих систем.

## Інші застосування
Усвідомленість — базове поняття в теорії і практиці гештальт-терапії.
«Усвідомленість» також належить до загальних знань та до розуміння соціальних, наукових або політичних питань. Звідси відбувається часте вживання слова «усвідомленість» в аспекті підвищення обізнаності. Наприклад, в питаннях боротьби зі СНІДом або міжкультурного спілкування.

### Прихована усвідомленість
Прихована усвідомленість — це знання про що-небудь без розуміння цього. Наприклад, деякі пацієнти зі специфічними ушкодженнями кори головного мозку не можуть сказати, знаходиться олівець у вертикальному чи горизонтальному положенні. І все ж вони здатні схопити олівець, використовуючи правильне положення руки і зап'ястя. Цей досвід показує, що деякі знання, якими володіє мозок, проходять через канали альтернативні свідомому наміру.